# Sihapas Hapas
Sihapas Hapas is een bestuurslaag in het regentschap Padang Lawas Utara van de provincie Noord-Sumatra, Indonesië. Sihapas Hapas telt 117 inwoners (volkstelling 2010).